# Catedral de Ruan
La catedral de Nuestra Señora de Ruan (del francés: Cathédrale Notre-Dame de Rouen), es una catedral de culto católico bajo la advocación de Nuestra Señora, la Virgen María en la ciudad de Ruan, en el departamento de Sena Marítimo, en Francia, al noroeste del país.
Este templo es una construcción gótica cuyas primeras piedras se remontan a la Alta Edad Media. Tiene la particularidad, rara en Francia, de conservar su palacio arzobispal y las construcciones anexas que lo rodean datan de la misma época. En el siglo XIX, la catedral sirve de fuente de inspiración a numerosos artistas, particularmente Claude Monet.
Fue en el palacio arzobispal de Ruan, de estilo gótico, contemporáneo de la catedral, donde tuvo lugar el segundo proceso a Juana de Arco.
En esta catedral es donde está enterrado el corazón del rey Ricardo I de Inglaterra.

## Historia
En el monumento pueden distinguirse tres etapas:
- La Basílica primitiva: excavaciones recientes muestran que un primer santuario de doble nave fue construido a finales del siglo I en el mismo emplazamiento de la catedral actual. La basílica fue destruida durante las Invasiones Normandas.
- La Catedral románica: los trabajos de la catedral románica empezaron alrededor de 1020, durante el obispado de Roberto de Évreux. La nave central retomaba la ubicación de la nave sur de la basílica primitiva. De esta segunda etapa actualmente sólo se conserva una cripta.
- La Catedral gótica: la edificación gótica del edificio comenzó con la construcción de la Torre Norte (Torre Saint-Romain), pero en 1200 la catedral románica fue devastada por el fuego. A partir de entonces, se construye en estilo gótico completamente predominante.

## Descripción

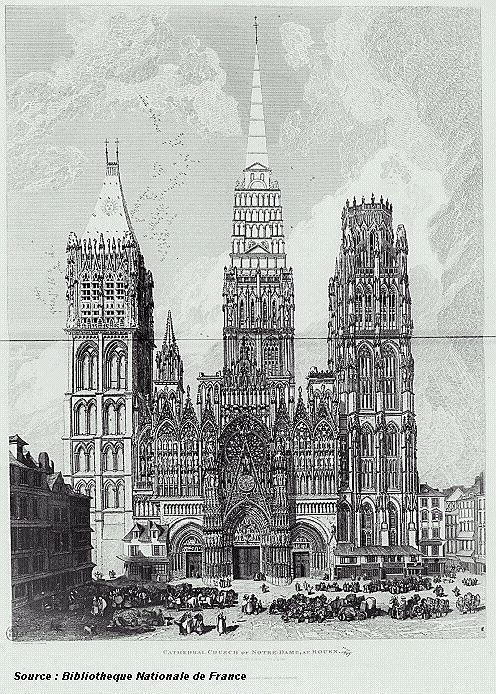
Catedral en 1822

La parte más antigua de estilo gótico que se conserva en el edificio es la Torre Norte (la Torre Saint-Romain), cuya construcción comienza en 1145. Por su parte la Torre Sur (la Tour de Beurre o Torre de Mantequilla) no empezó a construirse hasta 1485.

Después del incendio de 1200, la nave recupera elementos de la catedral románica, aunque el cimborrio estaba inacabado y su aguja de piedra no pudo construirse entonces.

En 1540, se construye una aguja de madera, recubierta de plomo. En 1822 ardió a causa de un incendio consecuencia de un rayo, por lo que posteriormente se construye una aguja de hierro fundido, que flanqueada por cuatro pináculos de cobre se erige por etapas a lo largo del siglo XIX.
La catedral posee en el crucero del transepto, un cimborrio rematado en la actualidad por la mencionada colosal aguja o "flèche" de hierro fundido, añadida entre 1825 y 1876 , que con 151 metros de altura es a día de hoy la más alta de las catedrales de Francia, supera a la de piedra de la catedral Notre-Dame de Estrasburgo , que se eleva no obstante hasta los 142,70. La fachada occidental está flanqueada por dos torres, la Tour Saint-Romain y la Tour de Beurre (o torre de Mantequilla, ya que las obras para su construcción fueron costeadas con el dinero que se pagaba a la iglesia para poder consumir mantequilla durante la Cuaresma). La Tour de Beurre es una auténtica obra maestra del gótico flamígero.
En 1944, durante la Segunda Guerra Mundial, los bombardeos aliados causaron graves daños en la ciudad de Ruan, y en especial en la catedral. Así la planta correspondiente al periodo gótico flamígero de la Torre Norte (la Torre Saint-Romain) fue destruida en 1944 en un incendio y ha sido reconstruida recientemente, la nave y la fachada lateral sur fueron destrozados, y uno de los cuatro pilares que sostienen la aguja fue prácticamente destruido, pero milagrosamente el conjunto permaneció en pie.
Los principales trabajos de restauración ya están acabados y la Torre Saint-Romain cuenta de nuevo con su techo de pizarra.
|  |  |  |  |  |

## Personalidades enterradas

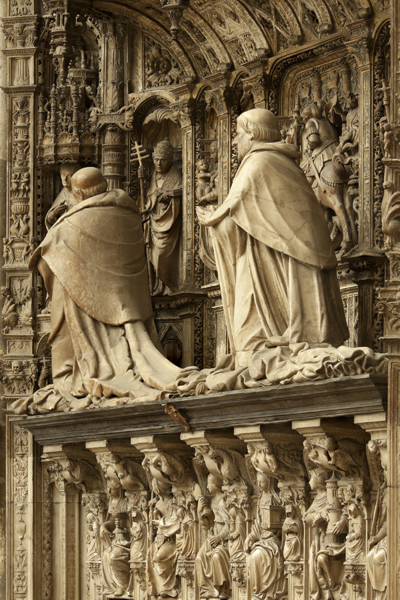
Detalle de esculturas en el interior de la catedral.

La catedral alberga una tumba que contiene el corazón de Ricardo Corazón de León. Sus entrañas probablemente fueron enterradas dentro de la iglesia del Château de Châlus-Chabrol en Limousin. Fue en las paredes del castillo de Châlus-Chabrol donde se disparó el cerrojo de la ballesta, que lo llevó a la muerte una vez que la herida se hizo séptica. Sus restos corporales fueron enterrados junto a su padre en la Abadía de Fontevrault cerca de Chinon y Saumur (Francia). La efigie de Richard está en la parte superior de la tumba, y su nombre está inscrito en latín en el lateral.
La Catedral también contiene la tumba de Hrolf Ganger, uno de los antepasados de Ricardo, fundador y primer gobernante del principado vikingo en lo que pronto se conocería como Normandía.
La catedral contenía la tumba de mármol negro de Juan de Lancaster, duque de Bedford, uno de los comandantes ingleses que supervisó el juicio de Juana de Arco. Se convirtió en sacerdote canónigo de la catedral después de su muerte. Su tumba original fue destruida por los calvinistas en el siglo XVI, pero sigue habiendo una placa conmemorativa.
Otras personalidades famosas enterradas aquí incluyen:
- Poppa, esposa de Rollo de Normandía y madre del duque Guillermo I.
- Guillermo I de Normandía, duque de Normandía (también conocido como Guillermo Espada Larga).
- Hugh de Amiens, primer abad de la Abadía de Reading y luego arzobispo de Ruan.
- Matilde de Inglaterra (también conocida como la emperatriz Matilda).
- William FitzEmpress.
- Arturo I, duque de Bretaña.
- Enrique el Joven.
- Georges d'Amboise.
- Pierre de Brézé.
- Louis de Brézé, señor de Anet.

## Monet y la Catedral de Ruan

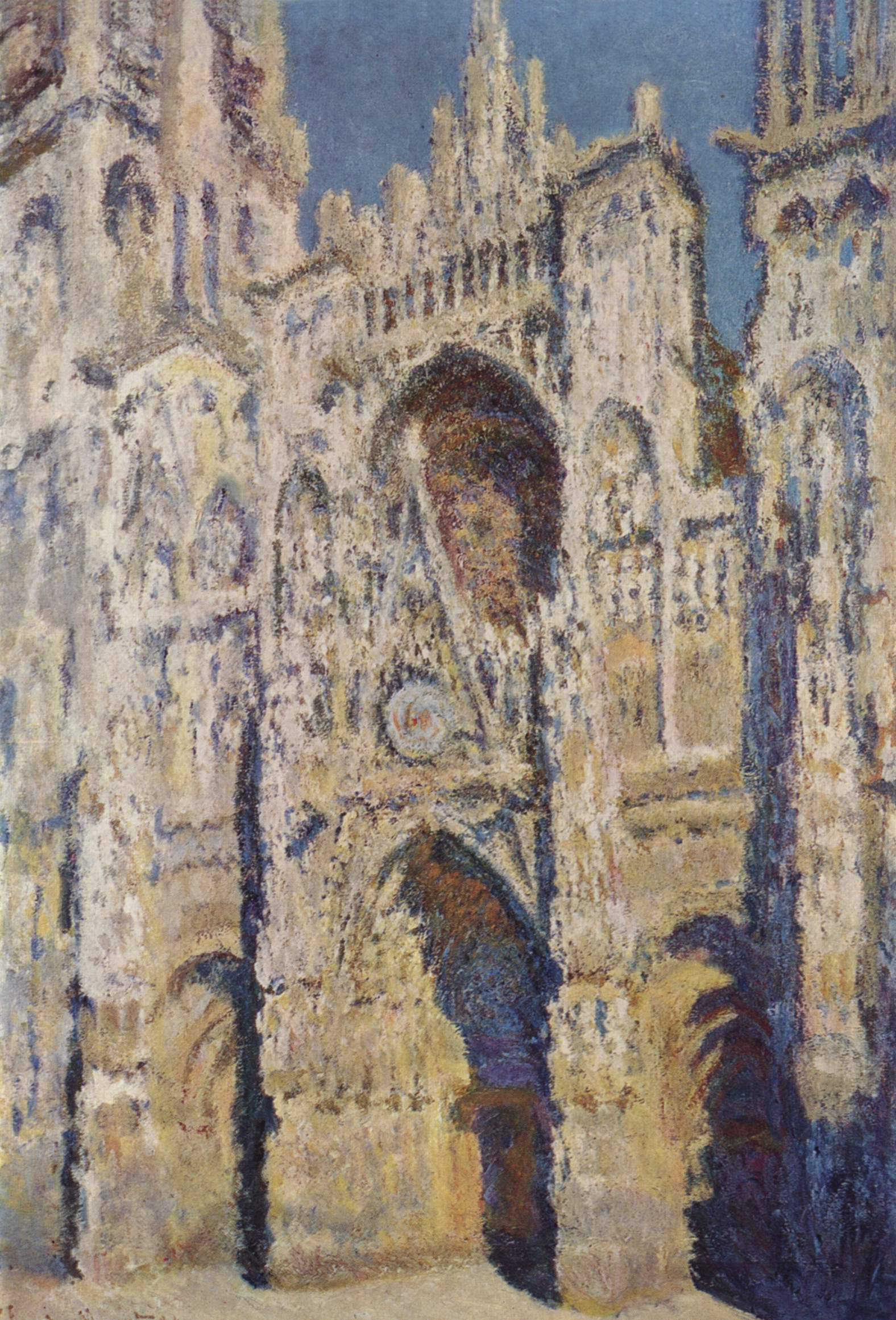
La Catedral de Ruan en una obra de Claude Monet.

Durante la década de 1890, Claude Monet trabaja en varias series de pinturas todas con el mismo motivo: la catedral. Quizás la serie más conocida sea la que representa la fachada occidental. Monet pinta 31 versiones distintas, las primeras las hizo desde la casa situada en el número 23 de la plaza de la Catedral, el resto fueron realizadas desde el número 81 de la calle Grand-Pont. Algunas de sus pinturas las terminó en su taller de Giverny.
En 2004 y en 2005, se realizó un espectáculo monumental "De Monet a los pixels" consistente en la iluminación de la fachada principal de la catedral utilizando colores que recordaban los cuadros de Monet.